# Saison 1 de Xena, la guerrière
Chronologie
Saison 2 de Xena, la guerrière
Cet article présente le guide des épisodes de la première saison de la série télévisée Xena, la guerrière.

## Distribution

### Personnages principaux
- Lucy Lawless (VF : Denise Metmer) : Xena[1]
- Renée O'Connor (VF : Marie-Laure Dougnac) : Gabrielle[2]

### Acteurs récurrents
- Patrick Floersheim : le narrateur
- Kevin Smith (VF : Thierry Mercier) : Arès
- Robert Trebor : Salmoneus
- Bobby Hosea : Marcus
- Danielle Cormack : Ephiny

## Épisode 1:Le Retour de Xena
- États-Unis : 04/09/1995 (Syndication)
- France : 02/11/1996 (TF1)

- Jay Laga'aia : Draco
- Darien Takle : Cyrène
- Stephen Hall (VF : Pascal Renwick) : Hector
- Linda Jones : Hecuba
- Willa O'Neill : Lila
- Geoff Snell : Herodotus
- Anton Bentley : Perdicas
- Dave Perrett : Gar
- Patrick Wilson : Le Cyclope
- Wally Green : Le vieil homme
- Roydon Muir : Kastor

- La mère de Xena porte le nom de Cyrène, une créature mythologique.
- Créatures et personnages légendaires : Cyclope

## Épisode 2:Pour la grandeur d'Arès
- États-Unis : 11/09/1995 (Syndication)
- France : 09/11/1996 (TF1)

- Nick Kokotakis : Darius
- Jeff Thomas : Cycnus
- Stuart Turner : Sphaerus
- Morgan Palmer Hubbard : Argolis
- Patrick Morrison : Lykus
- Nigel Godfrey : Tynus

## Épisode 3:Le Passage des rêves
- États-Unis : 18/09/1995 (Syndication)
- France : 16/11/1996 (TF1)

- Nathaniel Lees : Manus
- Desmond Kelly : Elkton
- John Palmer : Baruch
- Bruce Hopkins : Termin
- Matthew Jeffs : Gothos
- Michael Daly : Mesmer
- Patrick Smith : Dolas

- Créatures et personnages légendaires : Morphée

## Épisode 4:La boîte de Pandore
- États-Unis : 25/09/1995 (Syndication)
- France : 23/11/1996 (TF1)

- Mary Elizabeth McGlynn : Pandore
- Edward Newborn : Roi Gregor
- Simon Prast : Nemos
- Kristie O'Sullivan : Ophelia
- Beryl Te Wiata : Cynara
- Christine Bartlett : Philana
- Tony Bishop : Weasel
- Lathan Gaines : Kastor

- Créatures et personnages légendaires : petite fille de Pandore

## Épisode 5:La mauvaise pente
- États-Unis : 02/10/1995 (Syndication)
- France : 30/11/1996 (TF1)

- Bobby Hosea : Marcos
- Stephen Tozer : Mezentios
- Nicola Cliff : Jana
- Jimi Liversidge : Agranon
- John O'Leary : Antonius
- Iain Rea : Brisus
- Crawford Thomson : Dictys

## Épisode 6:Le procès de Xena
- États-Unis : 16/10/1995 (Syndication)
- France : 07/12/1996 (TF1)

- Kevin Smith : Arès
- Bill Johnson : Benitar
- Christopher Mayer : Peranis
- Danny Lineham : Grathios
- Christian Hodge : Teracles
- Phaedra Hurst : Teresia
- Ross Harper : Polinios

- Créatures et personnages légendaires : Arès

## Épisode 7:Les Titans
- États-Unis : 30/10/1995 (Syndication)
- France : 14/12/1996 (TF1)

- Mark Raffety : Hyperion
- Andy Anderson : Hesiot
- Edward Campbell : Crius
- Jack Dacey : Creon
- David Mackie : Rhodos
- Syd Mannion : Calehas
- Paolo Rotondo : Philius
- Amanda Tollemache : Thea

- Créatures et personnages légendaires : Titans, Hyperion.

## Épisode 8:Prométhée
- États-Unis : 11/09/1995 (Syndication)
- France : 04/01/1997 (TF1)

- Kevin Sorbo : Hercule
- Michael Hurst : Iolas
- Russell Gowers : Demophon
- Jodie Dorday : Io
- Paul Norell : Statius
- John Freeman : Prométhée

- Cross-over avec la série mère Hercule. En effet, la série de Xena est un spin-off.
- Créatures et personnages légendaires : Héraclès, Io, Prométhée.

## Épisode 9:Sisyphe et la mort
- États-Unis : 13/11/1995 (Syndication)
- France : 01/02/1997 (TF1)

- Ray Henwood : Roi Sisyphe
- Kate Hodge : Celesta, déesse de la mort
- Chris Graham : Toxeus
- Gordon Hatfield : Seerus
- Kieren Hutchison : Talus
- Paul McLaren : Streptus
- Erik Thomson : Hadès
- Leslie Wing : Reine Karis

- Créatures et personnages légendaires : Sisyphe, Hadès

## Épisode 10:Les amazones
- États-Unis : 20/11/1995 (Syndication)
- France : 15/02/1997 (TF1)

- Alison Bruce : Reine Melosa
- David Aston : Tyldus
- Rebekah Mercer : Terreis
- Danielle Cormack : Ephiny
- Colin Moy : Phantes
- Chris Bailey : Celano
- Antony Starr : Mesas
- Mark Ferguson : Krykus
- John Watson : Arben
- Aurora Philips : Magdelus
- Tanya Dignan : Eponin
- André Kovachevitch : Tor

- Créatures et personnages légendaires : Amazones, Centaure

## Épisode 11:Le Loup Noir
- États-Unis : 08/01/1996 (Syndication)
- France : 15/02/1997 (TF1)

- Robert Trebor : Salmoneus
- Ross Duncan : Parnassus
- Nigel Harbrow : Koulos
- John Dybvig : Ox
- Ian Hughes : Diomedes
- Maggie Tarver : Hermia
- Emma Turner : Flora

## Épisode 12:Méfie-toi des Grecs
- États-Unis : 15/01/1996 (Syndication)
- France : 08/03/1997 (TF1)

- Ken Blackburn : Roi Ménélas
- Warren Carl : Paris
- Galyn Görg : Hélène de Troie
- Scott Garrison : Perdicas
- Adrian Keeling : Miltiades
- Cameron Rhodes : Deiphobus

- Le titre original fait référence à la célèbre citation de Virgile dans Enéide : «Timeo Danaos et dona ferentes »  (Je crains les Grecs, même s’ils apportent des cadeaux).
- L’épisode nous offre une nouvelle approche du siège de Troie et la prise de la ville par les grecs.
- Créatures et personnages légendaires : Hélène, Pâris, Ménélas.

## Épisode 13:L'académie d'Athènes
- États-Unis : 22/01/1996 (Syndication)
- France : 15/03/1997 (TF1)

- Dean O'Gorman : Homère
- Patrick Brunton : Stallonus
- Alan de Malmanche : Docenius
- Joe Manning : Euripide
- Lori Dungey : Kellos
- Andrew Turtell : Twickenham
- Grahame Moore : Polonius

- Cet épisode contient des extraits de nombreux films classiques de série B avec Steve Reeves et également un extrait de Spartacus.
- Créatures et personnages légendaires : Homère; Euripide

## Épisode 14:Pour une poignée de dinars
- États-Unis : 29/01/1996 (Syndication)
- France : 22/03/1997 (TF1)

- Peter Daube : Petracles
- Huntley Eliott : Calicus
- Jeremy Roberts : Thersite

- Le titre original fait référence au western spaghetti, Pour une poignée de dollars.
- Créatures et personnages légendaires : Thersite

## Épisode 15:Les deux princesses
- États-Unis : 05/02/1996 (Syndication)
- France : 05/04/1997 (TF1)

- Iain Rea : Philemon
- Norman Forsey : Roi Thrace

## Épisode 16:Retour parmi les mortels
- États-Unis : 12/02/1996 (Syndication)
- France : 12/04/1997 (TF1)

- Michael Hurst : Charon
- Erik Thomson : Hadès
- Bobby Hosea : Marcus

- Créatures et personnages légendaires :Hadès, Charon

## Épisode 17:Le roi des voleurs
- États-Unis : 19/02/1996 (Syndication)
- France : 26/04/1997 (TF1)

- Bruce Campbell : Autolycus
- Grant Bridger : Sinteres

- La fin de cet épisode est un hommage au film Les Aventuriers de l'arche perdue.

## Épisode 18:La défense du village
- États-Unis : 04/03/1996 (Syndication)
- France : 03/05/1997 (TF1)

- Tim Thomerson : Meleager le méchant
- Anton Bentley : Athol
- Willa O'Neill : Lila

## Épisode 19:Le sacrifice
- États-Unis : 22/04/1996 (Syndication)
- France : 10/05/1997 (TF1)

- David Ackroyd : Anteus
- Karl Urban : Mael

- La trame de l’épisode s’inspire clairement de la vie d’Abraham.

## Épisode 20:Le père retrouvé
- États-Unis : 29/04/1996 (Syndication)
- France : 14/05/1997 (TF1)

- Tom Atkins : Atrius, père de Xena
- Kevin Smith : Arès

- Créatures et personnages légendaires : Arès

## Épisode 21:Par le fer et par le poison
- États-Unis : 06/05/1996 (Syndication)
- France : 24/05/1997 (TF1)

- Robert Trebor : Salmoneus
- Peter McCauley : Talmadeus/ Seigneur Seltzer

## Épisode 22:Callisto
- États-Unis : 13/05/1996 (Syndication)
- France : 31/05/1997 (TF1)

- Hudson Leick : Callisto
- Ted Raimi : Joxer
- David Rare : Theodorus
- Ian Hughes : Melas

- Créatures et personnages légendaires : Callisto.

## Épisode 23:Le masque de la Mort
- États-Unis : 06/06/1996 (Syndication)
- France : 07/06/1997 (TF1)

- William Davis : Malik
- Joseph Kell : Toris
- Michael Lawrence : Cortese

## Épisode 24:Le serment d'Hippocrate
- États-Unis : 29/06/1996 (Syndication)
- France : 17/06/1997 (TF1)

- Danielle Cormack : Ephiny
- Simon Farthing : Democritus
- Andrew Robertt : Hippocrate

- D’après cet épisode, c’est Xena qui inspira Hippocrate pour rédiger son serment
- Créatures et personnages légendaires : Hippocrate